# Richard Schroeder (Schwimmer)
Richard „Rich“ Alan Schroeder (* 29. Oktober 1961) ist ein ehemaliger Schwimmer aus den Vereinigten Staaten, der zwei olympische Goldmedaillen erschwamm.

## Karriere
Richard Schroeder trat bis 1986 für die University of California, Santa Barbara an.
Bei den Olympischen Spielen 1984 in Los Angeles erreichte Schroeder als einziger Schwimmer aus den Vereinigten Staaten das Finale über 200 Meter Brust. Im Endlauf schlug er als Vierter 0,62 Sekunden nach dem drittplatzierten Schweizer Étienne Dagon an. Zwei Tage nach dem Finale über 200 Meter Brust qualifizierte sich die 4-mal-100-Meter-Lagenstaffel der Vereinigten Staaten in der Besetzung David Wilson, Richard Schroeder, Michael Heath und Tom Jager mit der zweitbesten Zeit hinter den Australiern für das Finale. Im Endlauf schwammen Rick Carey, Steve Lundquist, Pablo Morales und Rowdy Gaines in der Weltrekordzeit von 2:39,30 Minuten zur Goldmedaille vor den Kanadiern und den Australiern. 1984 erhielten erstmals auch Schwimmer, die nur im Staffelvorlauf eingesetzt worden waren, eine olympische Medaille.
1987 gewann Schroeder mit der Lagenstaffel die Goldmedaille bei den Pan Pacific Swimming Championships in Brisbane. Über 100 Meter Brust wurde er Zweiter hinter dem Kanadier Victor Davis. Zwei Jahre später wurde er wieder Zweiter, diesmal hinter seinem Landsmann Rich Korhammer. 1988 bei den Olympischen Spielen in Seoul war Schroeder der einzige Schwimmer aus den Vereinigten Staaten im Finale über 100 Meter Brust. 0,35 Sekunden hinter dem Gewinner der Bronzemedaille belegte er den sechsten Platz. Die Lagenstaffel mit David Berkoff, Richard Schroeder, Jay Mortenson und Tom Jager kam mit der schnellsten Zeit ins Finale. Im Endlauf schwammen David Berkoff, Richard Schroeder, Matt Biondi und Christopher Jacobs in 3:36,93 neuen Weltrekord und siegten vor den Kanadiern und der Staffel aus der Sowjetunion. Der Weltrekord wurde erst 1996 unterboten.
Schroeder war 1987 Meister der AAU über 100 Meter Brust, 1984 und 1988 wurde er Zweiter.